# Юлдибай
Юлдиба́й (рос. Юлдыбай, башк. Юлдыбай) — присілок у складі Кугарчинського району Башкортостану, Росія. Входить до складу Юлдибаївської сільської ради.
До 10 вересня 2007 року присілок називався 1-е Юлдибаєво.
Населення — 276 осіб (2010; 335 в 2002).
Національний склад:
- башкири — 97%